# Distretto di Liangqing
Il distretto di Liangqing (良庆区S, Liángqìng QūP) è un distretto della Cina, situato nella regione autonoma di Guangxi e amministrato dalla prefettura di Nanning.